# Dakota (Wisconsin)
Dakota é uma vila no Condado de Waushara com uma área total de (87.4 km²).  (85.9 km²) de terra e (1.5 km²) (1.75%) de água.